# Wyham cum Cadeby
Wyham cum Cadeby – civil parish w Anglii, w hrabstwie Lincolnshire, w dystrykcie East Lindsey. Leży 38 km na północny wschód od Lincoln i 215 km na północ od Londynu.